# Ranunculus aureopetalus
Ranunculus aureopetalus är en ranunkelväxtart som beskrevs av Vladimir Leontjevitj Komarov. Ranunculus aureopetalus ingår i släktet ranunkler, och familjen ranunkelväxter. Inga underarter finns listade i Catalogue of Life.